# Navtex

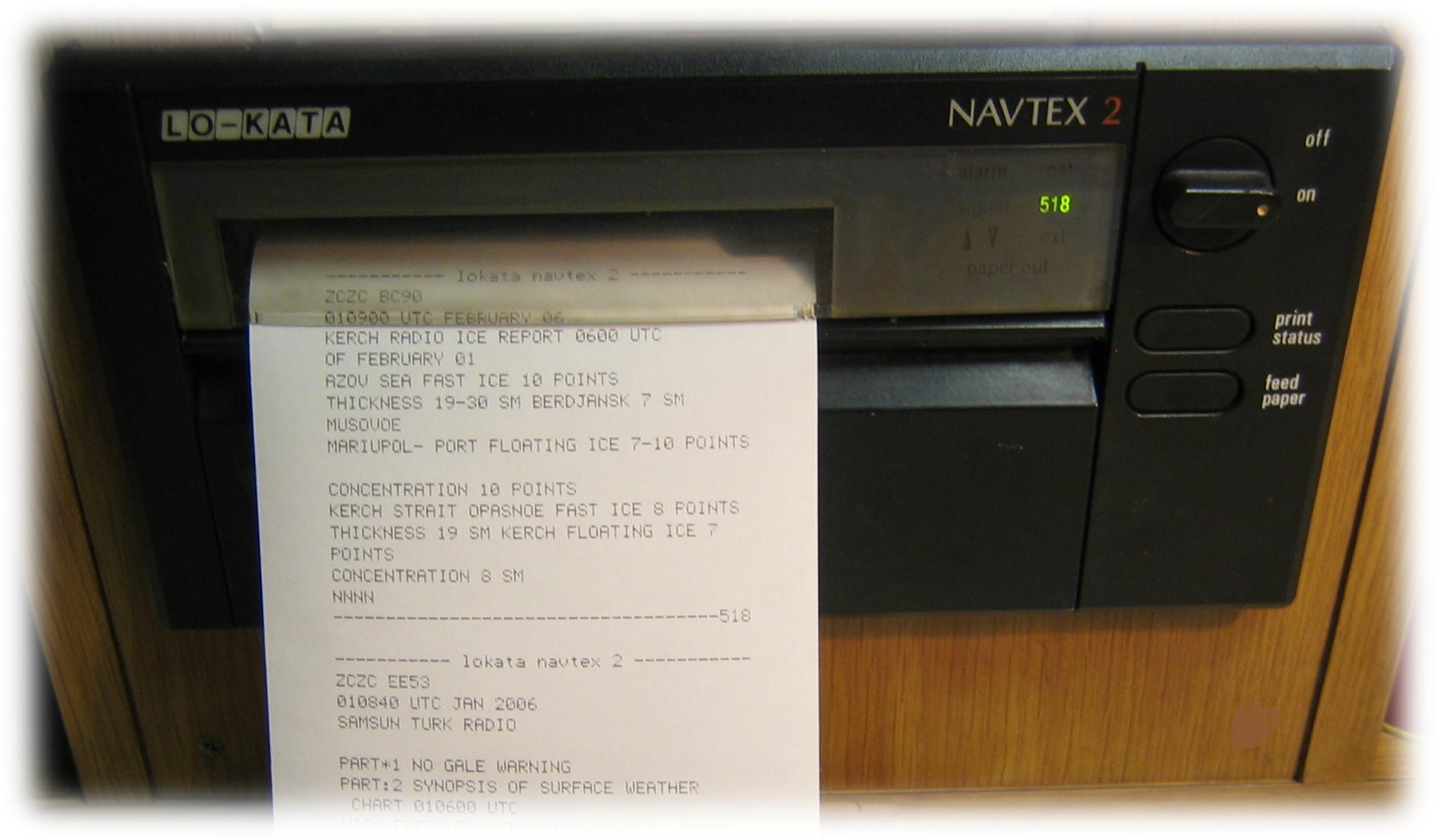
Een Navtex-ontvanger met bericht.

NAVTEX (NAVigational TEXt Messages, voorheen NAVigational Warnings by TEleX) is een internationale, automatische radiotelexdienst om maritieme veiligheidsberichten (MSI, Maritime Safety Information) zoals navigatie- en meteowaarschuwingen en spoedberichten zoals SAR-berichten te verzenden van kuststations naar schepen. Het is met SafetyNET een onderdeel van World Wide Navigational Warning Service (WWNWS). Onder GMDSS is het verplicht om MSI-berichten te kunnen ontvangen aan boord van schepen die moeten voldoen aan SOLAS om de veiligheid van de scheepvaart te verbeteren. Het NAVTEX Manual is onderdeel van GMDSS.

## Werking
Elk Navtex-gebied of Navarea heeft één kuststation dat met een middengolfzender op vaste tijden berichten in het Engels (518 kHz) en lokale talen (490 kHz) uitzendt in de FEC-mode. Deze berichten zijn aan boord te ontvangen met een speciale NAVTEX-ontvanger die de berichten op warmtegevoelig papier dan wel een lcd-scherm toont, of met een algemene middengolfontvanger in combinatie met een radioteletype-installatie. Er zijn ook veel softwareoplossingen om de berichten op een pc weer te geven. Het bereik van de zenders is ongeveer 300 zeemijlen.

## Berichtinhoud
In het begin van elk bericht zit een karakter dat het uitzendende station aangeeft (transmitter identity), en een karakter dat het type bericht beschrijft (subject indicator). Aan de hand van deze codes kan de ontvanger bepaalde berichten negeren, bijvoorbeeld die voor een gebied waarin het betreffende schip niet vaart.
| Indicator | Beschrijving                   | Indicator | Beschrijving                                 |
| --------- | ------------------------------ | --------- | -------------------------------------------- |
| A         | Navigatiewaarschuwingen        | H         | LORAN-meldingen                              |
| B         | Meteorologische waarschuwingen | I         | Beschikbaar                                  |
| C         | IJsrapporten                   | J         | Satnavboodschappen (gps)                     |
| D         | Search and rescue-informatie   | K         | Andere elektronische Navaid-boodschappen     |
| E         | Meteorologische voorspellingen | L         | Navigatiewaarschuwingen (annex bij letter A) |
| F         | Loodsdienstmeldingen           | V,W,X,Y   | Speciale diensten                            |
| G         | Beschikbaar                    | Z         | Geen meldingen                               |

## Voorbeeld
```
ZCZC PA13
NETHERLANDS COASTGUARD
NAVIGATIONAL WARNING NR. 13 131629 UTC OCT
EAST FRIESLAND TSS
HYDROGRAPHIC EQUIPMENT COVERED BY FOLLOWING BUOYS FL Y (5) 20S
ESTABLISHED IN
A. 54-03.2N 005-00.6E/0.5NM EAST 'T EF' BUOY
B. 54-08.2N 005-58.8E/0.6NM WEST 'EF-C' BUOY

NNNN

```